# Monochamus mausoni
Monochamus mausoni är en skalbaggsart som beskrevs av Stefan von Breuning 1950. Monochamus mausoni ingår i släktet Monochamus och familjen långhorningar. Inga underarter finns listade i Catalogue of Life.